# Trizidela do Vale
Trizidela do Vale is een gemeente in de Braziliaanse deelstaat Maranhão. De gemeente telt 19.104 inwoners (schatting 2009).
De gemeente grenst aan Pedreiras en Bernardo do Mearim.